# Agnello Neapolský
Svatý Agnello Neapolský či Aniello Opat (535, Neapol – 14. prosince 596, Neapol) byl baziliánský a později augustiniánský mnich.

## Život

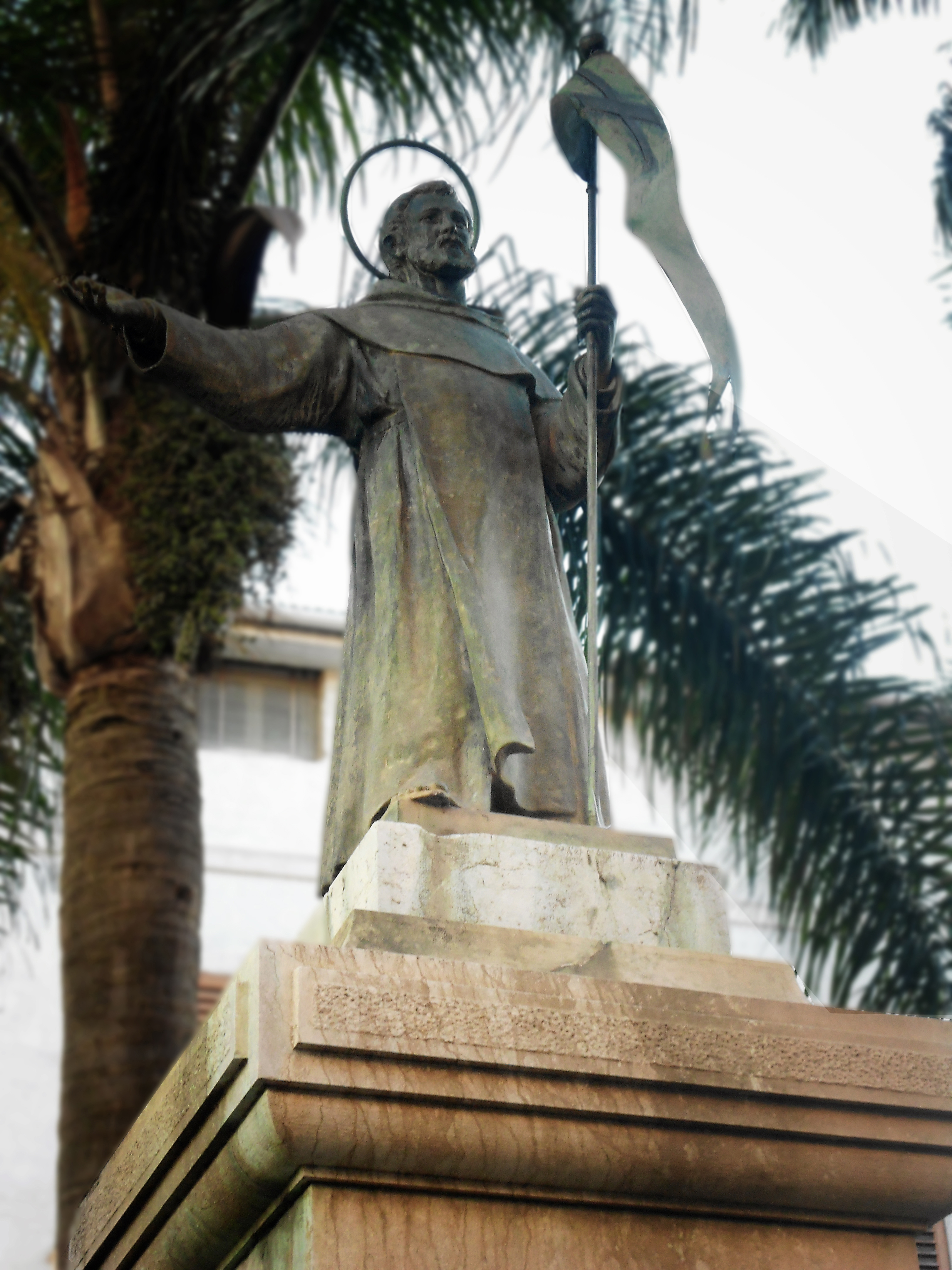
Socha světce ve městě pojmenovaném po něm.

První hlavní zmínka o Agnellovi se nachází v Libellus miraculorum , hagiografii z 10. století od Petra Podjáhna. Narodil se v roce 535 v Neapoli do bohaté rodiny syrakuského původu, pravděpodobně byl spřízněn se svatou Lucií - jeho otcem byl Federico a jeho matka Giovanna. Mládí prožil jako poustevník v jeskyni poblíž kaple zasvěcené Panně Marii a poté v kostele Santa Maria Intercede, který se později stal Sant'Agnello Maggiore. Po smrti svých rodičů získal velké dědictví a použil ho na charitativní účely, jako je založení nemocnice pro chudé lidi.
Mezi obyvateli Neapole se stal čím dál populárnějším, a to natolik, že ho požádali o záchranu města během lombardské invaze v roce 581 - na obranu města se objevil s křížovým praporem. Nakonec opustil město, aby unikl své popularitě, přestěhoval se do Monte Sant'Angelo, pak do vesnice Guarcino, kde zůstal sedm let. Zde byla na jeho počest vybudována svatyně. Později se vrátil do Neapole, aby se stal augustiniánským mnichem a poté knězem v klášteře Gaudiosa v Neapoli, kde se nakonec stal opatem a kde ve věku 61 let zemřel.